# Take Me Back
«Take Me Back» es una canción interpretada por el cantante estadounidense Michael Jackson. Es la tercera pista del álbum de estudio Forever, Michael, lanzado el 16 de enero de 1975 por la discográfica Motown. La canción fue escrita por Edward Holland, Jr. y Brian Holland, quienes también fueron los productores del tema. El álbum representó uno de los últimos trabajos de Jackson bajo el sello Motown antes de su transición a Epic Records.

## Producción y estilo
Take Me Back fue producida por Brian Holland y escrita por los hermanos Holland, quienes son ampliamente conocidos por su trabajo en Motown con otros artistas, como The Supremes y The Four Tops. La canción presenta un sonido característico de soul y R&B, que fue muy popular en la primera mitad de los años 70, y sigue el estilo romántico que prevalece en gran parte del álbum Forever, Michael. La producción de la canción utilizó instrumentación en vivo con la participación del famoso grupo The Funk Brothers, quienes contribuyeron a la identidad sonora de muchos éxitos de la época.

## Recepción
Aunque no fue lanzada como sencillo, Take Me Back recibió una respuesta positiva por parte de los críticos y fanáticos de Jackson. Billboard la destacó como una de las canciones más significativas del álbum, resaltando la emotividad en la interpretación vocal de Jackson y el trabajo lírico de los hermanos Holland. La canción no alcanzó las listas de éxitos comerciales, pero se ha convertido en una de las favoritas de los seguidores de Jackson, apreciada por la profundidad de su tema sobre el arrepentimiento y la nostalgia.

## Letras y composición
La letra de la canción aborda el tema de la súplica y el arrepentimiento después de una separación amorosa. Jackson canta desde la perspectiva de alguien que quiere recuperar a su pareja y volver a estar donde siente que pertenece: "Take me back where I belong, that's with you". La estructura musical de la canción sigue una progresión armónica tradicional en el género R&B, y está en la tonalidad de la menor, lo que refuerza el sentimiento de melancolía en la interpretación vocal de Jackson. La canción, aunque es más conocida por ser de géneros R&B y soul, también presenta, aunque en menores proporciones, los géneros de pop, balada, soft rock y blue-eyed soul; y algunos más específicos, como adult contemporary, slow jam, quiet storm y pop orquestal.

## Impacto y legado
El álbum Forever, Michael marcó el final de la era de Jackson con Motown, lo que lo convierte en un proyecto importante dentro de su discografía. Take Me Back ha sido reconocida como una de las canciones que demostraron la creciente madurez vocal de Jackson a medida que se acercaba a la edad adulta, lo que sería un presagio de los grandes éxitos que vendrían más adelante en su carrera.
La canción también fue incluida en la compilación Michael Jackson Anthology: The Best of Michael Jackson, que celebra el trabajo de Jackson durante su tiempo en Motown y su evolución como artista. Aunque no tuvo una amplia exposición en su momento, con el tiempo ha sido apreciada por los seguidores de Jackson, reconocida por su emotividad y el tema del arrepentimiento y la nostalgia.

## Personal
- Michael Jackson – voz principal
- Brian Holland – productor
- Edward Holland, Jr. – compositor
- The Funk Brothers – instrumentación[8]

## En la cultura popular
Take Me Back no ha sido ampliamente utilizada en la cultura popular ni en bandas sonoras de películas o programas de televisión. Sin embargo, es una de las pistas más recordadas del álbum Forever, Michael, y ha sido utilizada en varias ocasiones como música de fondo en documentales y reportajes sobre los primeros años de la carrera de Jackson.

## Personal
- Voz principal: Michael Jackson;
- Compositor: Ed Townsend;
- Productores: Brian Holland, Edward Holland Jr.;
- Ingenieros de sonido: Cal Harris, Curtis McNair;
- Instrumentación: The Funk Bothers;[10]
- Guitarras: David T. Walker (guitarra líder), Melvin "Wah Wah" Ragin (guitarra rítmica);
- Bajo: James Jamerson;
- Batería: Earl Palmer;
- Piano: Joe Sample;
- Arreglos de cuerdas: Gene Page;
- Percusión adicional: Gary Coleman;
- Coro de acompañamiento: The Jacksons (Jackie, Tito, Jermaine y Marlon Jackson).